# Between the Devil and the Deep Blue Sea (brano musicale)
Between the Devil and the Deep Blue Sea è un brano musicale degli anni trenta composto da Harold Arlen e Ted Koehler; venne eseguito dal vivo per la prima volta da Aida Ward nel marzo 1931, ma la prima incisione risale al 21 ottobre dello stesso anno, ad opera di Cab Calloway & His Orchestra. Da quel momento, ci furono decine di covers; se ne annoverano un centinaio.
Tra i tanti artisti che si sono cimentati nella loro interpretazione di Beetween the Devil and the Deep Blue Sea, si incontrano Louis Armstrong (1932) ed Ella Fitzgerald (1955), The Three Sounds con Gene Harris (1972), Diana Krall (1993); oltre questi jazzisti, si incontrano anche rockers come George Harrison, che incluse la sua versione sul disco postumo Brainwashed (2002) e Laurence Juber (2006).